# Gips VII

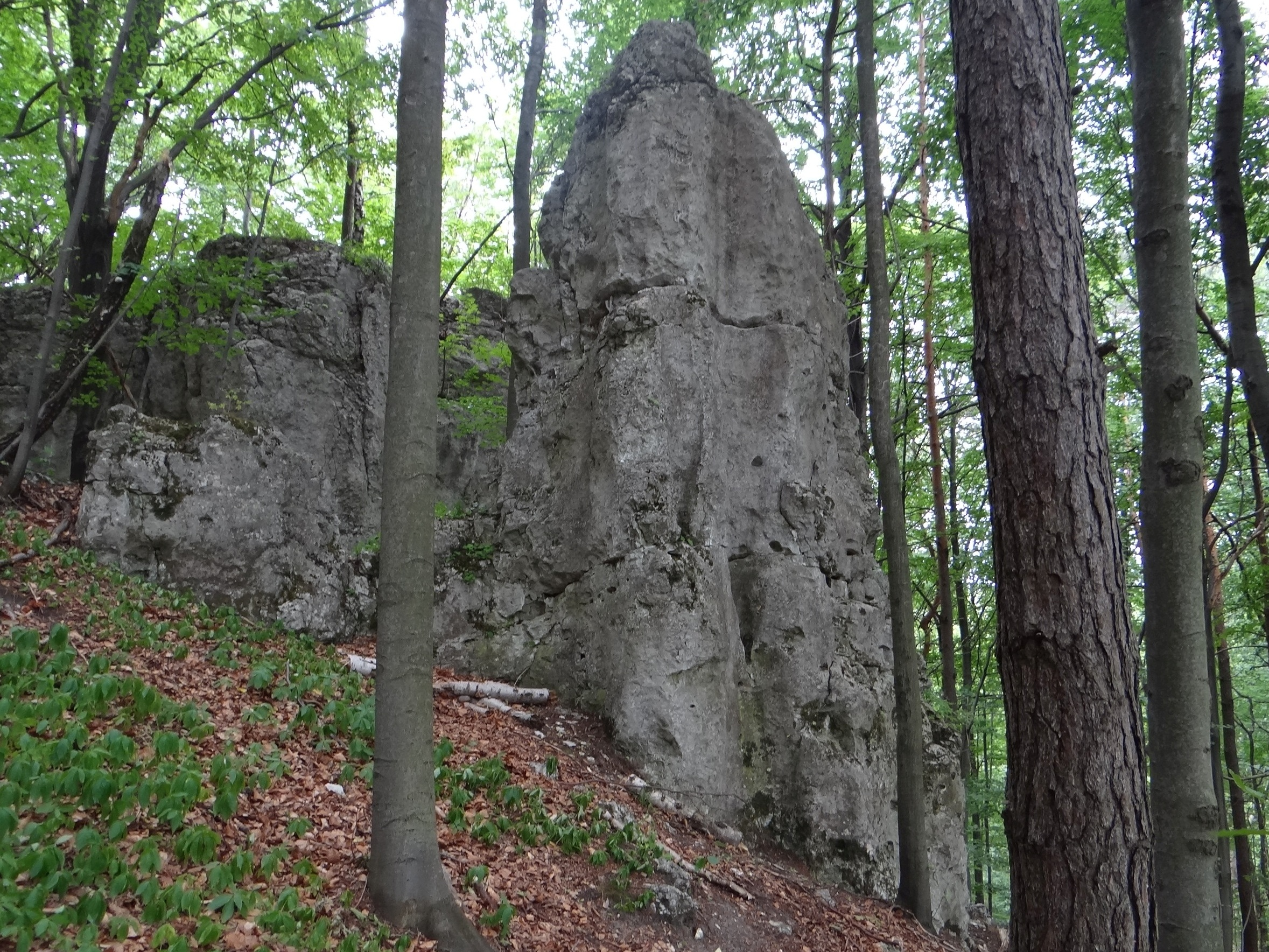
Ściana wschodnia

Gips VII – jedna z kilku skał grupy Gips na wzgórzu Łężec na Wyżynie Częstochowskiej. Skały te znajduje się na północnych stokach wschodniej części wzgórza, w obrębie miejscowości Morsko w województwie śląskim, w powiecie zawierciańskim w gminie Włodowice i zaliczane są do grupy Skał Morskich.
Skały Gipsu tworzą dość nieregularnie rozrzucony po lesie pas skał o długości około 300 m. Dopiero od 1994 roku stały się obiektem wspinaczki skalnej i rejon ten nie jest jeszcze całkowicie przez wspinaczy wyeksploatowany, nadal istnieje możliwość tworzenia nowych dróg. Skały znajdują się poza szlakami turystycznymi i są dość rzadko odwiedzane przez wspinaczy, co zapewnia wspinaczkę w ciszy oraz w cieniu. Skała Gips VII to samotna, niewielka skałka znajdująca się pomiędzy skałami Gips VIII i Gips VI. Zbudowana jest z twardych wapieni skalistych, ma ściany połogie, pionowe lub przewieszone, o wysokości do 7 m z filarami, rysami i zacięciami. Na północnej ścianie Gipsu VII są 3 łatwe drogi wspinaczkowe o trudności od II do IV w skali polskiej. Wspinaczka na własnej asekuracji, w ścianie zamontowany jest tylko jeden spit (s).

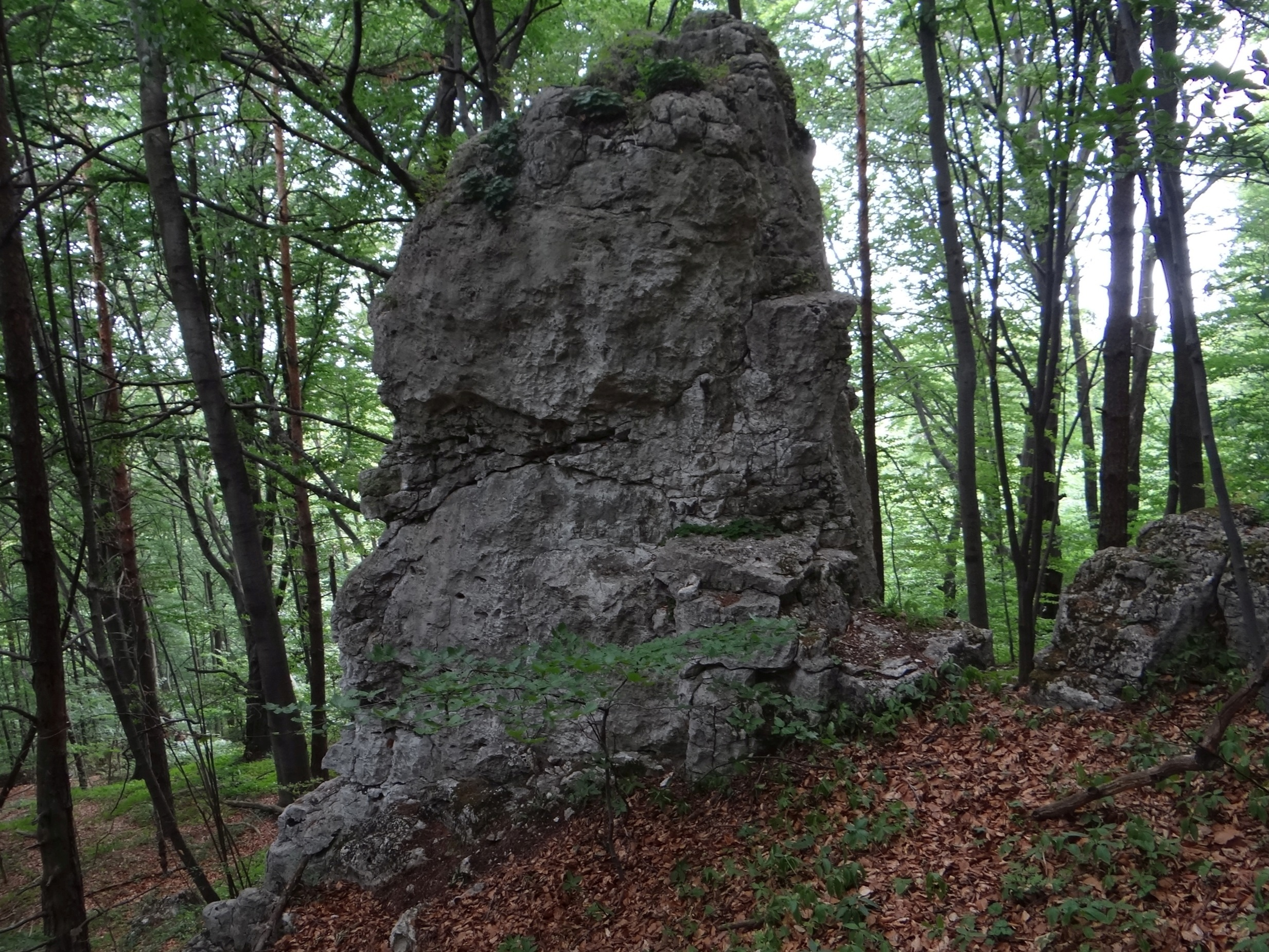
Ściana zachodnia

## Drogi wspinaczkowe
1. Lejek IV, 7 m,
2. Gipsowa trójka III, 7 m (1s),
3. Gipsowa dwójka II, 7 m (1s)[5].